# Dednina
Dednína, dédina ali genóm je celota dednih informacij nekega organizma, ki obstaja v obliki DNK oziroma pri nekaterih virusih v obliki RNK. Vsaka celica vsebuje v svojem jedru celotno dednino - torej lahko dednino definiramo kot celotno DNK-zaporedje enega seta kromosomov. Dednine ne vsebuje le jedro, pač pa imajo tudi mitohondriji in kloroplasti lastno DNK. Zato torej lahko govorimo o jedrni, kloroplastni, mitohondrijski  in plastidni dednini. S proučevanjem dednine se ukvarja genetika.
Dednina vsebuje informacije, potrebne za ontogenezo ter za razvoj specifičnih lastosti organizma. Nosilci teh informacij so geni - odseki, ki kodirajo po eno beljakovino, dednina pa poleg njih vsebuje tudi nukleotidna zaporedja, ki ne nosijo zapisa za beljakovine.
DNK je sestavljena iz nukleotidov. Število nukleotidov in tudi število genov, ki gradi dednino, se močno razlikuje od vrste do vrste.